# Volta a Toledo
A Volta a Toledo é uma competição ciclista por etapas, em geral quatro, criada em 1969. Desenvolve-se em agosto na província de Toledo. Várias edições têm sido anuladas desde a criação da prova. O antigo corredor Federico Bahamontes investiu-se repetidamente na organização da carreira.

## Palmarés
| Ano  | Ganhador                       | Segundo                        | Terceiro                 |
| ---- | ------------------------------ | ------------------------------ | ------------------------ |
| 1966 | Enrique Cifuentes              |                                |                          |
| 1967 | Agustín Tamames                |                                |                          |
| 1968 | Manuel Sánchez                 |                                |                          |
| 1969 | José Antonio Pontón            | Francisco Tomás                | José Moreno Torres       |
| 1970 | Félix González                 |                                |                          |
| 1971 | José Luis Viejo                |                                |                          |
| 1972 | Jacques Marquette              |                                |                          |
| 1973 | Stanisław Szozda               |                                |                          |
| 1974 | Stanisław Szozda               |                                |                          |
| 1975 | Jesús López Carril             |                                |                          |
| 1976 | Bernardo Rey                   |                                |                          |
| 1977 | Anastasio Greciano             |                                |                          |
| 1978 | Ángel Camarillo                |                                |                          |
| 1979 | Ángel Ocaña                    |                                |                          |
| 1980 | Juan José Cubillo              |                                |                          |
| 1981 | J. Gérard Poirot               |                                |                          |
| 1982 | Alexandre Averine              | Ramazan Galaletdinov           | Soukanon                 |
| 1983 | Eugenio Herranz                | Eduardo González Salvador [es] | Guillermo Arenas         |
| 1984 | José Fernando Pacheco          | Álvaro Fernández               |                          |
| 1985 | Jesús Cruz Martín              | Mauro Ribeiro                  | Manuel Carrera           |
| 1986 | José López Carrión             | Clemencio Rodas                |                          |
| 1987 | Gabriel Sabbiao                |                                |                          |
| 1988 | Gonzalo Guirao                 |                                |                          |
| 1989 | Luis Barroso Gómez [es]        | José Luis Otero                |                          |
| 1990 | José Luis de Santos [es]       |                                |                          |
| 1991 | David Plaza                    | Ramón García Espanha           |                          |
| 1992 | Linas Knistautas               | José María Jiménez             | Arvis Piziks             |
| 1993 | Thierry Elissalde              | Ángel Casero                   |                          |
| 1994 | Javier Pascual Llorente        | José Luis Rebollo              |                          |
| 1995 | Miguel Ángel Martín Perdiguero | Pablo Lastras                  |                          |
| 1996 | Carlos Golbano                 | Isaac Villanueva               | David Cancela            |
| 1997 | Anton Chantyr                  |                                |                          |
| 1998 | David Bernabéu                 |                                |                          |
| 1999 | Juan Antonio Flecha            | David Muñoz                    | Cláudio Faria            |
| 2000 | Luis Fernando Poyatos          | Daniel Fernández Díaz          | José Manuel Maestre      |
| 2001 | Rubén González castreña        | Patxi Ugarte                   | Julián Fernández         |
| 2002 | Luis Pasamontes                | Alexander Rotar                | Javier Benítez           |
| 2003 | Daniel Moreno                  | Jorge García Marín             | Rodrigo García Rena      |
| 2004 | Rodrigo García Rena            | Francisco Javier Andújar       | Jesús Pérez Priego       |
| 2005 | Juan Carlos Fernández          | Diego Milán                    | Joaquín Sobrino          |
| 2006 | Pablo Hernán Marcos            | Joaquín Novoa                  | José Luis Ruiz           |
| 2007 | José Vicente Toribio           | Daniel Sesma                   | José Luis Ruiz           |
| 2008 | Raúl García de Mateos          | Álvaro García Caballero        | Rubén Martínez Hernández |
| 2009 | Carlos Oyarzún                 | José Ángel Rodríguez           | Yannick Marié            |
| 2010 | Thomas Vaubourzeix             | Evaldas Šiškevičius            | Ramūnas Navardauskas     |
| 2011 | Ibon Zugasti                   | Anthony Perez                  | Daniel Sánchez           |
| 2012 | Diego Tamayo                   | Rubén Martínez González        | Víctor Martín            |
| 2013 | Edison Bravo                   | Aitor González Prieto          | Sergio Miguez            |
| 2014 | Pedro Merino                   | Antonio Pedrero                | Mikel Bizkarra           |
| 2015 | Mikel Aristi                   | Mikel Iturria                  | Roberto Mediero          |
| 2016 | Gonzalo Serrano                | Óscar González de Campo        | Antonio Angulo           |